# Río Alumbrado
Río Alumbrado är en ort i Mexiko.   Den ligger i kommunen Coicoyán de las Flores och delstaten Oaxaca, i den sydöstra delen av landet, 270 km söder om huvudstaden Mexico City. Río Alumbrado ligger 1 225 meter över havet och antalet invånare är 220.
Terrängen runt Río Alumbrado är kuperad åt sydost, men åt nordväst är den bergig. Terrängen runt Río Alumbrado sluttar söderut. Runt Río Alumbrado är det ganska glesbefolkat, med 35 invånare per kvadratkilometer. Närmaste större samhälle är Coyul, 2,0 km söder om Río Alumbrado. I omgivningarna runt Río Alumbrado växer huvudsakligen savannskog.